# Panulirus argus
A Panulirus argus, cujo nome comum é lagosta-vermelha, é uma espécie de lagosta do Oceano Atlântico, comum desde o mar do Caribe até o litoral do Sudeste do Brasil. Caracteriza-se por possuir o exoesqueleto com muitos espinhos, o que lhe vale o nome em inglês de “spiny lobster”, ou "lagosta espinhosa". É uma das duas espécies de lagosta mais pescadas no Brasil, juntamente com a lagosta-de-cabo-verde (Panulirus laevicauda).
As lagostas-vermelhas vivem em grupos e habitam o solo marinho, geralmente longe das costas, em profundidades que atingem até os 90 metros. Passam o dia escondidas em fendas entre as rochas, saindo a noite para procurar alimento, sendo um animal principalmente detritívoro, embora também cace outros crustáceos menores (inclusive da mesma espécie), caramujos e vermes.
Os machos são maiores que as fêmeas, podendo atingir até 60 cm de comprimento, embora dificilmente passem dos 40 cm. As fêmeas se limitam a menos de 30 cm de comprimento.

## Reprodução
Após o acasalamento, uma fêmea de lagosta bota até 100.000 ovos, que ficam presos na parte inferior de seu abdomen. Dos ovos nascem larvas, que vivem livres no oceano, sendo levadas pelas correntes. Enquanto se desenvolvem precisam trocar seu exoesqueleto, durante este período de muda, estes animais se tornam extremamente vulneráveis à seus predadores.

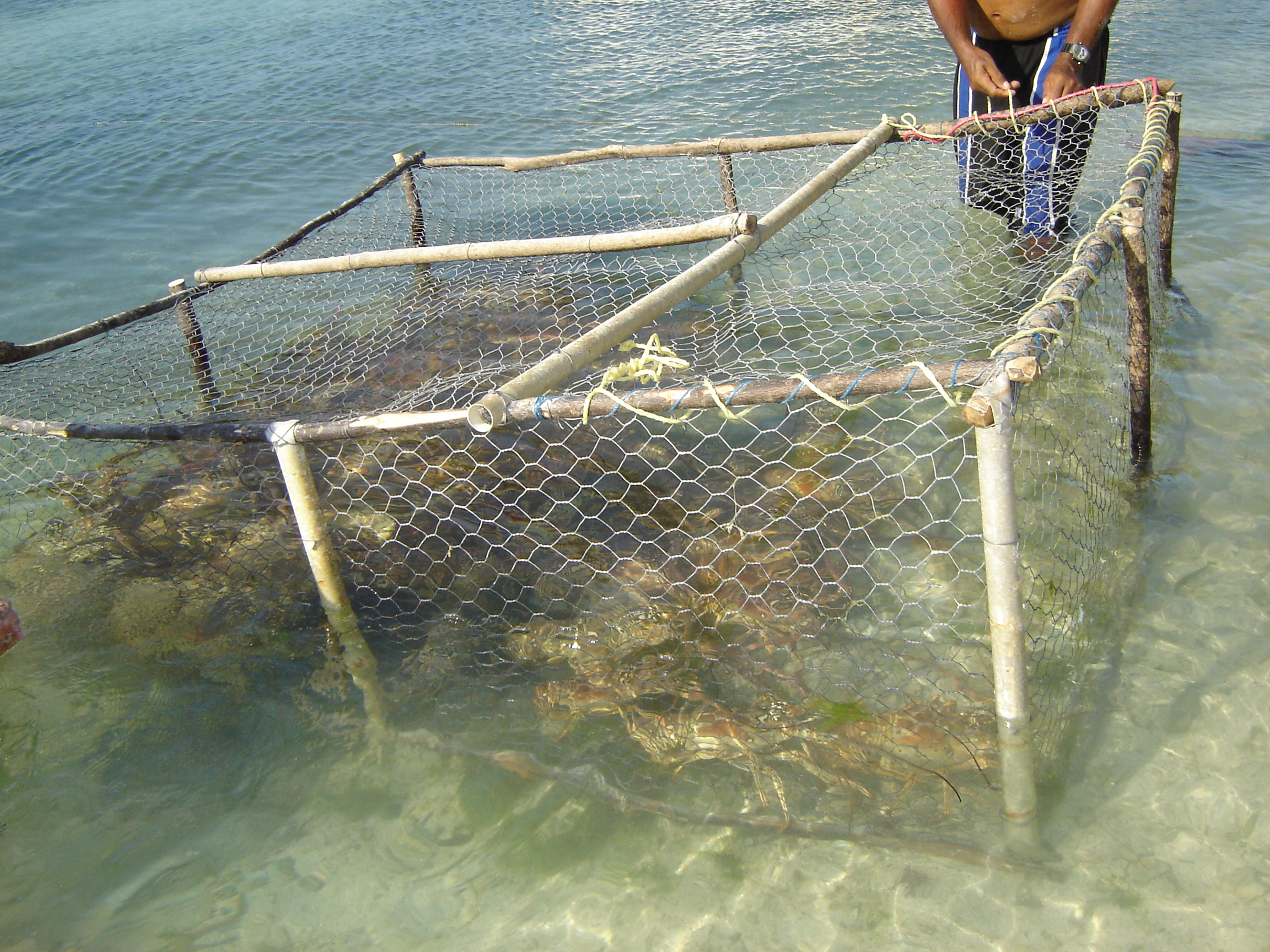
Pesca de lagostas na Venezuela.

## Importância econômica
É a espécie de lagosta mais pescada e comercializada do Oceano Atlântico, sendo que em diversos locais é considerada como um alimento de luxo. Geralmente são pegas em armadilhas com o formato de caixas, deixadas pelos pescadores no mar durante a noite, quando as lagostas saem para se alimentar. Tais "caixas-armadilhas" possuem uma isca que atrai o crustáceo e um sistema que impede o animal de sair de seu interior depois de entrar.
A pesca predatória indiscriminada preocupa muitos especialistas que acreditam que a espécie possa estar se tornando ameaçada.